# یواس‌اس ناماکاگون (ای‌اوجی-۵۳)
یواس‌اس ناماکاگون (ای‌اوجی-۵۳) (به انگلیسی: USS Namakagon (AOG-53)) یک کشتی بود که طول آن ۳۱۰ فوت ۹ اینچ (۹۴٫۷۲ متر) بود. این کشتی در سال ۱۹۴۴ ساخته شد.